# Независимость
«Независимость» (укр. Незалежність) — російськомовна українська щотижнева газета, яка виходила з 1938 до 2002 року. Усього — 15 357 номерів.
Розповсюджували в Україні та за кордоном, зокрема надсилали в бібліотеку Конгресу США.

## Історія та зміст
Заснована у квітні 1938 року під назвою «Сталинское племя» (укр. Сталінське плем'я) та була органом ЦК ЛКСМУ. З 1941 по 1943 рік газета не виходила через німецьку окупацію України в роки Другої світової війни. Видання відновлено з 1 січня 1944 року. З 1961 по вересень 1991 мала назву «Комсомольское знамя» (укр. Комсомольський прапор). З вересня по грудень 1991 називалась «КоЗа», з грудня 1991 — «Независимость» (укр. Незалежність).
У 1979 році газета була нагороджена Орденом Дружби народів.
До 1992 року газета виходила 4—5 разів на тиждень, з 1992 року — 2—7 разів на тиждень.
До 1991 року тираж газети сягнув 1 млн примірників, до 2002 року — 10 тис екземплярів.
Видання припинено у 2002 році.
Основні рубрики: «Международная хроника», «Что было, что будет…», «Диагноз», «Главный интерес», «Телепрограмма», «Страна и мы», «Дела житейские», «Файл „Кино без немцев“», «Без обмана».

### Додатки
Видавали додатки: «Страница молодого ученого» (з 1946 по 1947), «„Сталинское племя“: спецвыпуск» (1948, 1951), «„Сталинское племя“ на первой Всесоюзной летней спартакиаде общества „Спартак“» (1948), «Студенческая страница» (з 1956 по 1957), «„Комсомольское знамя“: спецвыпуск» (1962, 1979, 1981), «Листок нештатного отдела общественного контроля» (1963), «XXXII шахматный чемпионат СССР» (з 1964 по 1965), «Товарищ подросток» (1965), «Данко» (з 1966 по 1967), «Седьмой урок» (з 1974 по 1987), «Страница соревнования комсомольско-молодежных коллективов» (1977), «Горизонт» (з 1979 по 1981), «„Комсомольское знамя“: спецвыпуск для делегатов XXIV съезда ЛКСМ Украины» (1982), «Трудовая смена» (1982, 1983, 1985, 1986, 1988), «„Комсомольское знамя“ = „Молодь України“: спецвыпуск» (1985).

## Редактори
- Булаєнко Г.М. (.03.1938—.12.1938)
- Фесенко Іван Костянтинович (1939—1940)
- Сеген Сергій Григорович (1940—1941)
- Андрієнко Леонід Васильович (1944—1949)
- Іванов Святослав Павлович (1949—1954)
- Салієв М.П. (1954—195.5)
- Бистрозоров Ігор Семенович (195.9—1963)
- Капто Олександр Семенович (1963—1966)
- Л. Стефанович (1966—1969)
- О. Мельниченко (1966—1971)
- В. Прокопенко (1969—1970)
- Г. Кримчук (1971—1972)
- Н. Кіпоренко (1971—1977)
- А. Прядко (1975—1981)
- Константинов Юрій Іванович (1981—1986)
- В. Оваденко (1985—1989)
- ? (1989—2002)[1]

## Нагороди
- 1979 — Орден Дружби народів